# (5454) Kojiki
(5454) Kojiki est un astéroïde de la ceinture principale.

## Description
(5454) Kojiki est un astéroïde de la ceinture principale. Il fut découvert le 12 mars 1977 à Kiso par Hiroki Kosai et Kiichiro Hurukawa. Il présente une orbite caractérisée par un demi-grand axe de 3,17 UA, une excentricité de 0,12 et une inclinaison de 5,5° par rapport à l'écliptique.

## Compléments